# 郑闻晓
郑闻晓（1981年—）是一位中提琴演奏家，出生于上海，14岁跟随上海音乐学院的沈西蒂学习中提琴，曾就读于马德里的雷纳索菲亚音乐学院以及慕尼黑音乐学院。 他曾於2008年奪得ARD慕尼黑國際音樂大賽二等奖。他也曾是巴伐利亚广播交响乐团的一員。